# Llista de topònims de Vinaixa
Llista de topònims (noms propis de lloc) del municipi de Vinaixa, a les Garrigues
Informació actualitzada per un bot. Els canvis manuals es perdran quan s'actualitzi!

## cabana
| imatge | Nom                                  | Ubicat a | instància de | Detalls                     | coordenades                                                          | Protecció                                  | Commons (més fotos) | Dades a WD                    |
| ------ | ------------------------------------ | -------- | ------------ | --------------------------- | -------------------------------------------------------------------- | ------------------------------------------ | ------------------- | ----------------------------- |
|        | cabana de l'Antònio de Cal Mitger    | Vinaixa  | cabana       |                             | 41° 28′ 05″ N, 0° 57′ 42″ E / 41.4679206336319°N,0.961778739422473°E |                                            |                     | Modifica les dades a Wikidata |
|        | cabana de la Coma Timó del Vidal     | Vinaixa  | cabana       |                             | 41° 26′ 58″ N, 0° 57′ 40″ E / 41.4493115376898°N,0.961212302469332°E |                                            |                     | Modifica les dades a Wikidata |
|        | cabana de la Drecera del Moragues    | Vinaixa  | cabana       |                             | 41° 25′ 15″ N, 1° 00′ 18″ E / 41.42084533578°N,1.00512061657273°E    |                                            |                     | Modifica les dades a Wikidata |
|        | cabana del Barril de l'Arboç         | Vinaixa  | cabana       |                             | 41° 27′ 25″ N, 0° 57′ 34″ E / 41.4568546807069°N,0.959431551296812°E |                                            |                     | Modifica les dades a Wikidata |
|        | cabana del Barril del Cabòries       | Vinaixa  | cabana       |                             | 41° 27′ 12″ N, 0° 56′ 54″ E / 41.4534246130859°N,0.94838132279876°E  |                                            |                     | Modifica les dades a Wikidata |
|        | cabana del Bertran de l'Ermità       | Vinaixa  | cabana       |                             | 41° 27′ 50″ N, 0° 59′ 19″ E / 41.4637732519152°N,0.988646133847468°E |                                            |                     | Modifica les dades a Wikidata |
|        | cabana del Bertran del Llobero       | Vinaixa  | cabana       |                             | 41° 28′ 01″ N, 0° 58′ 58″ E / 41.4670370358592°N,0.982665799557229°E |                                            |                     | Modifica les dades a Wikidata |
|        | cabana del Bertran del Rosso         | Vinaixa  | cabana       |                             | 41° 27′ 54″ N, 0° 59′ 01″ E / 41.4649027904272°N,0.983713846739478°E |                                            |                     | Modifica les dades a Wikidata |
|        | cabana del Fort                      | Vinaixa  | cabana       |                             | 41° 27′ 36″ N, 0° 56′ 15″ E / 41.4599470141544°N,0.937387970403051°E |                                            |                     | Modifica les dades a Wikidata |
|        | cabana del Joan de Ca la Pubilla     | Vinaixa  | cabana       |                             | 41° 27′ 17″ N, 0° 59′ 35″ E / 41.4547806120735°N,0.993066433510869°E |                                            |                     | Modifica les dades a Wikidata |
|        | cabana del Meliton                   | Vinaixa  | cabana       |                             | 41° 27′ 59″ N, 0° 56′ 18″ E / 41.4664220263687°N,0.938344189183906°E |                                            |                     | Modifica les dades a Wikidata |
|        | cabana del Partdamunt del Juncosa    | Vinaixa  | cabana       |                             | 41° 24′ 12″ N, 0° 58′ 29″ E / 41.4034543405288°N,0.974789023280845°E |                                            |                     | Modifica les dades a Wikidata |
|        | cabana del Partdamunt del Rossic     | Vinaixa  | cabana       |                             | 41° 24′ 17″ N, 0° 59′ 48″ E / 41.4047814915861°N,0.996568207260492°E |                                            |                     | Modifica les dades a Wikidata |
|        | cabana del Pep de l'Elvira           | Vinaixa  | cabana       |                             | 41° 27′ 40″ N, 0° 56′ 10″ E / 41.4611874938264°N,0.936247106649914°E |                                            |                     | Modifica les dades a Wikidata |
|        | cabana del Pica-sal                  | Vinaixa  | cabana       |                             | 41° 27′ 42″ N, 0° 55′ 55″ E / 41.4616769829509°N,0.931909198020623°E |                                            |                     | Modifica les dades a Wikidata |
|        | cabana del Pla el Magre              | Vinaixa  | cabana       |                             | 41° 27′ 27″ N, 0° 56′ 25″ E / 41.457622048608°N,0.940335092448184°E  |                                            |                     | Modifica les dades a Wikidata |
|        | cabana del Puig de l'Ermità          | Vinaixa  | cabana       |                             | 41° 27′ 36″ N, 0° 58′ 23″ E / 41.4601136794137°N,0.973098421058838°E |                                            |                     | Modifica les dades a Wikidata |
|        | cabana del Santamaria                | Vinaixa  | cabana       |                             | 41° 24′ 14″ N, 0° 59′ 02″ E / 41.4039820155839°N,0.983804539570253°E |                                            |                     | Modifica les dades a Wikidata |
|        | cabana del Tomàs                     | Vinaixa  | cabana       |                             | 41° 27′ 46″ N, 0° 57′ 35″ E / 41.4626980355723°N,0.959823030884468°E |                                            |                     | Modifica les dades a Wikidata |
|        | cabana dels Bertrans del Ferrer Vell | Vinaixa  | cabana       |                             | 41° 28′ 00″ N, 0° 58′ 40″ E / 41.4666971078775°N,0.977671071515581°E |                                            |                     | Modifica les dades a Wikidata |
|        | construccions de pedra seca          | Vinaixa  | cabana       | Estil: arquitectura popular | 41° 28′ 23″ N, 0° 57′ 21″ E / 41.47307°N,0.95571°E                   | bé integrant del patrimoni cultural català |                     | Modifica les dades a Wikidata |
|        | corral de l'Arengader                | Vinaixa  | cabana       |                             | 41° 23′ 53″ N, 0° 59′ 21″ E / 41.398069977801°N,0.98923083509739°E   |                                            |                     | Modifica les dades a Wikidata |
|        | corral de l'Úrsula                   | Vinaixa  | cabana       |                             | 41° 23′ 59″ N, 0° 59′ 07″ E / 41.3998383806733°N,0.985320257770308°E |                                            |                     | Modifica les dades a Wikidata |
|        | corral dels Bens                     | Vinaixa  | cabana       |                             | 41° 26′ 03″ N, 0° 59′ 11″ E / 41.4342631192456°N,0.98637415350961°E  |                                            |                     | Modifica les dades a Wikidata |
|        | lo Molí                              | Vinaixa  | cabana       |                             | 41° 27′ 50″ N, 0° 58′ 32″ E / 41.4637888662436°N,0.975678032255296°E |                                            |                     | Modifica les dades a Wikidata |

## casa
| imatge | Nom            | Ubicat a | instància de | Detalls                                                              | coordenades                                                                                | Protecció                                            | Commons (més fotos)    | Dades a WD                    |
| ------ | -------------- | -------- | ------------ | -------------------------------------------------------------------- | ------------------------------------------------------------------------------------------ | ---------------------------------------------------- | ---------------------- | ----------------------------- |
|        | Cal Blanco     | Vinaixa  | casa         | Estil: noucentisme 20th century                                      | 41° 25′ 41″ N, 0° 58′ 36″ E / 41.428028°N,0.976639°E ca:Carretera de Tarragona, 3 474 msnm | bé cultural d'interès local                          | Cal Blanco (Vinaixa)   | Modifica les dades a Wikidata |
|        | Cal Cabories   | Vinaixa  | casa         | Estil: arquitectura popular 19th century                             | 41° 25′ 45″ N, 0° 58′ 26″ E / 41.42929°N,0.97378°E ca:C. Major, 48 479 msnm                | bé integrant del patrimoni cultural català           | Cal Cabories           | Modifica les dades a Wikidata |
|        | Cal Manel      | Vinaixa  | casa         | Estil: arquitectura popular 16th century                             | 41° 25′ 44″ N, 0° 58′ 29″ E / 41.42897°N,0.97475°E ca:C. Major, 23 476 msnm                | bé integrant del patrimoni cultural català           | Cal Manel (Vinaixa)    | Modifica les dades a Wikidata |
|        | Cal Moncarre   | Vinaixa  | casa         | Estil: arquitectura popular 16th century                             | 41° 25′ 44″ N, 0° 58′ 31″ E / 41.42876°N,0.97525°E ca:C. Sant Joan, 1 472 msnm             | bé integrant del patrimoni cultural català           | Cal Moncarre           | Modifica les dades a Wikidata |
|        | Casa Tarragó   | Vinaixa  | casa         | Estil: arquitectura gòtica arquitectura del Renaixement 16th century | 41° 25′ 45″ N, 0° 58′ 33″ E / 41.42906°N,0.97595°E ca:C. Calvari, 5 482 msnm               | bé cultural d'interès nacional                       | Casa Tarragó (Vinaixa) | Modifica les dades a Wikidata |
|        | casa de Poblet | Vinaixa  | casa         | Estil: arquitectura gòtica 14th century                              | 41° 25′ 44″ N, 0° 58′ 32″ E / 41.428902°N,0.975486°E ca:Carrer del Forn, 3 479 msnm        | bé d'interès cultural bé cultural d'interès nacional | Casa de Poblet         | Modifica les dades a Wikidata |

## creu de terme
| imatge | Nom                               | Ubicat a | instància de  | Detalls                                  | coordenades                                                                                    | Protecció                                  | Commons (més fotos)                      | Dades a WD                    |
| ------ | --------------------------------- | -------- | ------------- | ---------------------------------------- | ---------------------------------------------------------------------------------------------- | ------------------------------------------ | ---------------------------------------- | ----------------------------- |
|        | creu de la plaça de l'Església    | Vinaixa  | creu de terme | Estil: arquitectura popular              | 41° 25′ 43″ N, 0° 58′ 31″ E / 41.42864°N,0.97518°E ca:Plaça de l'Església 472 msnm             | bé integrant del patrimoni cultural català | Creu de la plaça de l'Església (Vinaixa) | Modifica les dades a Wikidata |
|        | creu de terme de Vinaixa          | Vinaixa  | creu de terme | Estil: arquitectura popular              | 41° 25′ 40″ N, 0° 58′ 31″ E / 41.42768°N,0.97529°E ca:Pl. Arbres 472 msnm                      | bé integrant del patrimoni cultural català | Creu de terme de Vinaixa                 | Modifica les dades a Wikidata |
|        | creu del Camí de Sant Bonifaci I  | Vinaixa  | creu de terme | Estil: arquitectura popular 20th century | 41° 28′ 23″ N, 0° 57′ 21″ E / 41.47307°N,0.95571°E ca:Partida de Sant Bonifaci, Pas de la Creu | bé integrant del patrimoni cultural català | Creu del Camí de Sant Bonifaci I         | Modifica les dades a Wikidata |
|        | creu del Camí de Sant Bonifaci II | Vinaixa  | creu de terme | Estil: arquitectura popular              |                                                                                                | bé integrant del patrimoni cultural català |                                          | Modifica les dades a Wikidata |

## edifici
| imatge | Nom                             | Ubicat a | instància de | Detalls                                  | coordenades                                                                        | Protecció                                  | Commons (més fotos)                    | Dades a WD                    |
| ------ | ------------------------------- | -------- | ------------ | ---------------------------------------- | ---------------------------------------------------------------------------------- | ------------------------------------------ | -------------------------------------- | ----------------------------- |
|        | Antic Molí del Farrer Vell      | Vinaixa  | edifici      | Estil: arquitectura popular              |                                                                                    | bé integrant del patrimoni cultural català |                                        | Modifica les dades a Wikidata |
|        | Casal de Vinaixa                | Vinaixa  | edifici      | Estil: arquitectura popular 20th century | 41° 25′ 42″ N, 0° 58′ 26″ E / 41.4283°N,0.97376°E ca:Ctra. de Lleida, 31 477 msnm  | bé integrant del patrimoni cultural català | Casal Vinaixenc                        | Modifica les dades a Wikidata |
|        | Celler Moragues                 | Vinaixa  | edifici      | Estil: arquitectura popular              | 41° 25′ 39″ N, 0° 58′ 37″ E / 41.42739°N,0.977°E                                   | bé integrant del patrimoni cultural català |                                        | Modifica les dades a Wikidata |
|        | Centre Obrer Republicà          | Vinaixa  | edifici      | Estil: arquitectura popular 20th century | 41° 25′ 41″ N, 0° 58′ 34″ E / 41.428°N,0.97616°E ca:Ctra. de Tarragona, 1 474 msnm | bé cultural d'interès local                | Antic Centre Obrer Republicà (Vinaixa) | Modifica les dades a Wikidata |
|        | Cooperativa del Camp de Vinaixa | Vinaixa  | edifici      | Estil: arquitectura popular 20th century | 41° 25′ 38″ N, 0° 58′ 28″ E / 41.42716°N,0.97448°E ca:Pl. Arbres, 3 473 msnm       | bé integrant del patrimoni cultural català | Cooperativa del Camp de Vinaixa        | Modifica les dades a Wikidata |

## església
| imatge | Nom                                | Ubicat a | instància de    | Detalls                                  | coordenades | Protecció                                  | Commons (més fotos)                | Dades a WD                    |
| ------ | ---------------------------------- | -------- | --------------- | ---------------------------------------- | --- | ------------------------------------------ | ---------------------------------- | ----------------------------- |
|        | Ermita de Sant Bonifaci de Vinaixa | Vinaixa  | església ermita | Estil: arquitectura popular 16th century | 41° 28′ 24″ N, 0° 57′ 21″ E / 41.473361°N,0.95575°E ca:Polígon 5, parcel·la 6, Partida de Sant Bonifaci 414 msnm | bé integrant del patrimoni cultural català | Ermita de Sant Bonifaci de Vinaixa | Modifica les dades a Wikidata |
|        | Sant Joan de Vinaixa               | Vinaixa  | església        | Estil: arquitectura romànica             | 41° 25′ 42″ N, 0° 58′ 32″ E / 41.4283°N,0.975556°E 472 msnm                                                      | bé cultural d'interès nacional             | Sant Joan de Vinaixa               | Modifica les dades a Wikidata |

## granja
| imatge | Nom                  | Ubicat a | instància de | Detalls | coordenades                                                          | Protecció | Commons (més fotos) | Dades a WD                    |
| ------ | -------------------- | -------- | ------------ | ------- | -------------------------------------------------------------------- | --------- | ------------------- | ----------------------------- |
|        | Granges del Nicovert | Vinaixa  | granja       |         | 41° 25′ 26″ N, 0° 58′ 20″ E / 41.4238380931046°N,0.972300753242216°E |           |                     | Modifica les dades a Wikidata |
|        | Granja Caprubí       | Vinaixa  | granja       |         | 41° 25′ 49″ N, 0° 58′ 19″ E / 41.4303634276411°N,0.972037800825144°E |           |                     | Modifica les dades a Wikidata |
|        | Granja Jan           | Vinaixa  | granja       |         | 41° 26′ 09″ N, 0° 58′ 48″ E / 41.4358970545309°N,0.979908432999321°E |           |                     | Modifica les dades a Wikidata |
|        | Granja del Bertolí   | Vinaixa  | granja       |         | 41° 25′ 15″ N, 0° 58′ 17″ E / 41.420910857502°N,0.971279019422493°E  |           |                     | Modifica les dades a Wikidata |

## masia
| imatge | Nom                                 | Ubicat a | instància de | Detalls                     | coordenades                                                          | Protecció                                  | Commons (més fotos) | Dades a WD                    |
| ------ | ----------------------------------- | -------- | ------------ | --------------------------- | -------------------------------------------------------------------- | ------------------------------------------ | ------------------- | ----------------------------- |
|        | Mas Escoda                          | Vinaixa  | masia        |                             | 41° 28′ 21″ N, 0° 57′ 23″ E / 41.4724465617074°N,0.956451581445517°E |                                            |                     | Modifica les dades a Wikidata |
|        | Mas de Botero                       | Vinaixa  | masia        |                             | 41° 28′ 23″ N, 0° 57′ 17″ E / 41.4730717675404°N,0.954635615675755°E |                                            |                     | Modifica les dades a Wikidata |
|        | Mas de l'Andreu                     | Vinaixa  | masia        |                             | 41° 28′ 23″ N, 0° 57′ 24″ E / 41.4730447191116°N,0.956660321574651°E |                                            |                     | Modifica les dades a Wikidata |
|        | Mas de l'Apotecari                  | Vinaixa  | masia        |                             | 41° 28′ 02″ N, 0° 56′ 20″ E / 41.4673577800146°N,0.938793509860572°E |                                            |                     | Modifica les dades a Wikidata |
|        | Mas del Magre                       | Vinaixa  | masia        |                             | 41° 27′ 07″ N, 0° 59′ 00″ E / 41.4520628695457°N,0.983417290152072°E |                                            |                     | Modifica les dades a Wikidata |
|        | Mas del Pau Anton                   | Vinaixa  | masia        |                             | 41° 27′ 17″ N, 0° 59′ 00″ E / 41.4548352562368°N,0.983319417981898°E |                                            |                     | Modifica les dades a Wikidata |
|        | Mas del Pubill                      | Vinaixa  | masia        |                             | 41° 27′ 34″ N, 0° 58′ 41″ E / 41.459383°N,0.978136°E 433 msnm        |                                            |                     | Modifica les dades a Wikidata |
|        | Masia a la partida de Sant Bonifaci | Vinaixa  | masia        | Estil: arquitectura popular | 41° 28′ 20″ N, 0° 57′ 16″ E / 41.47215°N,0.95454°E                   | bé integrant del patrimoni cultural català |                     | Modifica les dades a Wikidata |
|        | Xalet del Rosso                     | Vinaixa  | masia        |                             | 41° 26′ 49″ N, 0° 57′ 50″ E / 41.4469281031369°N,0.963944436989009°E |                                            |                     | Modifica les dades a Wikidata |

## muntanya
| imatge | Nom             | Ubicat a                | instància de | Detalls | coordenades                                                         | Protecció | Commons (més fotos)      | Dades a WD                    |
| ------ | --------------- | ----------------------- | ------------ | ------- | ------------------------------------------------------------------- | --------- | ------------------------ | ----------------------------- |
|        | Punta de Ràfols | Vinaixa Tarrés          | muntanya     |         | 41° 26′ 47″ N, 1° 00′ 12″ E / 41.4464°N,1.00335°E 653 msnm          |           |                          | Modifica les dades a Wikidata |
|        | Punta del Dugo  | Fulleda Vinaixa         | muntanya     |         | 41° 27′ 17″ N, 1° 00′ 00″ E / 41.4546°N,1.00008°E 624.6 msnm        |           |                          | Modifica les dades a Wikidata |
|        | Punta del Puig  | Vinaixa                 | muntanya     |         | 41° 27′ 21″ N, 0° 58′ 24″ E / 41.45575°N,0.97325°E 574.6 msnm       |           | Punta del Puig (Vinaixa) | Modifica les dades a Wikidata |
|        | el Mas Blanc    | Vinaixa l'Espluga Calba | muntanya     |         | 41° 28′ 14″ N, 0° 59′ 11″ E / 41.4706°N,0.986444°E 531.5 msnm       |           |                          | Modifica les dades a Wikidata |
|        | l'Anderó        | el Vilosell Vinaixa     | muntanya     |         | 41° 23′ 45″ N, 0° 58′ 47″ E / 41.39588889°N,0.97986111°E 650.7 msnm |           |                          | Modifica les dades a Wikidata |
|        | l'Hospital      | Vinaixa Tarrés          | muntanya     |         | 41° 25′ 27″ N, 1° 00′ 55″ E / 41.42416667°N,1.01533611°E 662.6 msnm |           |                          | Modifica les dades a Wikidata |
|        | la Talaia       | Vinaixa els Omellons    | muntanya     |         | 41° 28′ 47″ N, 0° 57′ 34″ E / 41.4797°N,0.959581°E 453.8 msnm       |           |                          | Modifica les dades a Wikidata |

## pedrera
| imatge | Nom                    | Ubicat a | instància de | Detalls | coordenades                                                          | Protecció | Commons (més fotos) | Dades a WD                    |
| ------ | ---------------------- | -------- | ------------ | ------- | -------------------------------------------------------------------- | --------- | ------------------- | ----------------------------- |
|        | Pedrera de l'Alcàntara | Vinaixa  | pedrera      |         | 41° 26′ 40″ N, 0° 58′ 58″ E / 41.4445202464819°N,0.982681340745485°E |           |                     | Modifica les dades a Wikidata |
|        | Pedrera del Patxo      | Vinaixa  | pedrera      |         | 41° 25′ 42″ N, 0° 57′ 34″ E / 41.428427103976°N,0.959317036967544°E  |           |                     | Modifica les dades a Wikidata |

## serra
| imatge | Nom                  | Ubicat a | instància de | Detalls | coordenades                                                         | Protecció | Commons (més fotos) | Dades a WD                    |
| ------ | -------------------- | -------- | ------------ | ------- | ------------------------------------------------------------------- | --------- | ------------------- | ----------------------------- |
|        | Serra Mitjana        | Vinaixa  | serra        |         | 41° 27′ 10″ N, 0° 57′ 34″ E / 41.4528°N,0.9595°E 573.7 msnm         |           |                     | Modifica les dades a Wikidata |
|        | serra de Barrils     | Vinaixa  | serra        |         | 41° 27′ 46″ N, 0° 57′ 11″ E / 41.4627°N,0.953139°E 550.2 msnm       |           |                     | Modifica les dades a Wikidata |
|        | serra de les Solanes | Vinaixa  | serra        |         | 41° 26′ 43″ N, 0° 57′ 49″ E / 41.44522222°N,0.96361111°E 589.6 msnm |           |                     | Modifica les dades a Wikidata |

## Misc
| imatge | Nom                                      | Ubicat a                                                                       | instància de                                      | Detalls | coordenades                                                                          | Protecció                                            | Commons (més fotos)                                | Dades a WD                    |
| ------ | ---------------------------------------- | ------------------------------------------------------------------------------ | ------------------------------------------------- | --- | ------------------------------------------------------------------------------------ | ---------------------------------------------------- | -------------------------------------------------- | ----------------------------- |
|        | Estació de Vinaixa                       | Vinaixa                                                                        | estació de ferrocarril                            | | 41° 25′ 31″ N, 0° 58′ 13″ E / 41.42513888888889°N,0.9703611111111112°E               |                                                      |                                                    | Modifica les dades a Wikidata |
|        | Fàbrica SAFRA                            | Vinaixa                                                                        | edifici industrial                                | 20th century | 41° 25′ 34″ N, 0° 58′ 17″ E / 41.425984°N,0.971428°E ca:Ctra. de l'Albi, 8 482 msnm  | bé integrant del patrimoni cultural català           | Fàbrica SAFRA                                      | Modifica les dades a Wikidata |
|        | Llinda de l'habitatge al carrer Forn, 10 | Vinaixa                                                                        | llinda                                            | Estil: arquitectura barroca 18th century                                                                                           | 41° 25′ 44″ N, 0° 58′ 32″ E / 41.42884°N,0.97548°E ca:C. Forn, 10 478 msnm           | bé integrant del patrimoni cultural català           | Llinda de l'habitatge al carrer Forn, 10 (Vinaixa) | Modifica les dades a Wikidata |
|        | Marge del Bessó                          | Vinaixa                                                                        | marge                                             | Estil: arquitectura popular Llarg: 128m Alt: 4m                                                                                    | 41° 26′ 20″ N, 0° 59′ 18″ E / 41.4388465960754°N,0.988374917390904°E 524 msnm        |                                                      | Marge del Bessó                                    | Modifica les dades a Wikidata |
|        | Portal del carrer del Forn               | Vinaixa                                                                        | porta de ciutat                                   | Estil: arquitectura gòtica 15th century                                                                                            | 41° 25′ 46″ N, 0° 58′ 33″ E / 41.42937°N,0.97591°E ca:C. Forn, 30 477 msnm           | bé integrant del patrimoni cultural català           | Portal del carrer del Forn (Vinaixa)               | Modifica les dades a Wikidata |
|        | Torre de Vinaixa                         | Vinaixa                                                                        | torre de defensa                                  | Estil: arquitectura medieval | 41° 25′ 42″ N, 0° 58′ 32″ E / 41.428335°N,0.975504°E ca:Carrer del Calvari 472 msnm  | bé d'interès cultural bé cultural d'interès nacional | Torre de Vinaixa                                   | Modifica les dades a Wikidata |
|        | Túnel de Tarrés                          | Vinaixa Tarrés                                                                 | túnel ferroviari                                  | Estil: historicisme arquitectònic 1870                                                                                             | 41° 24′ 33″ N, 0° 59′ 53″ E / 41.4092°N,0.99812°E ca:Partida dels Corregons 558 msnm | bé integrant del patrimoni cultural català           | Túnel de Tarrés                                    | Modifica les dades a Wikidata |
|        | Vall de Vinaixa                          | els Omellons Vinaixa Tarrés Fulleda l'Espluga Calba Vimbodí i Poblet Vallclara | àrea protegida vall                               | Superfície: 3024.17ha | 41° 26′ 40″ N, 0° 59′ 33″ E / 41.4444305556°N,0.992636111111°E Depressió Central     |                                                      | Vall de Vinaixa                                    | Modifica les dades a Wikidata |
|        | Vinaixa                                  | Vinaixa                                                                        | entitat singular de població capital municipal    | 449 hab | 41° 26′ 00″ N, 0° 59′ 00″ E / 41.43333°N,0.98333°E 486 msnm                          |                                                      |                                                    | Modifica les dades a Wikidata |
|        | casa consistorial de Vinaixa             | Vinaixa                                                                        | casa consistorial                                 | | 41° 25′ 41″ N, 0° 58′ 30″ E / 41.4281311°N,0.9750344°E                               |                                                      |                                                    | Modifica les dades a Wikidata |
|        | font de la Sivina                        | Vinaixa                                                                        | font                                              | | 41° 26′ 25″ N, 0° 59′ 48″ E / 41.4401554932057°N,0.99679688537984°E                  |                                                      |                                                    | Modifica les dades a Wikidata |
|        | viaducte de Vinaixa                      | Vinaixa                                                                        | viaducte d'una línia ferroviària d'alta velocitat | Travessa: Autovia del Nord-est Hi passa: LAV Madrid - Saragossa - Barcelona - Frontera Francesa Llarg: 1044m Anomenat per: Vinaixa | 41° 25′ 03″ N, 0° 58′ 30″ E / 41.41751582961992°N,0.974927726971523°E                |                                                      |                                                    | Modifica les dades a Wikidata |